# 奥松かつら
奥松かつら（おくまつかつら）は、東京都新宿区にあるメイクやヘアメイクの会社。
1979年（昭和54年）2月設立。主にNHKや日本テレビのテレビ番組でメイク（美粧）やヘアメイク（結髪・技髪）を担当している。

## メイク担当番組

### 現在
- 満天☆青空レストラン
- シアワセ結婚相談所
- スクール革命!
- お笑いさぁ〜ん

### 過去
- たべごろマンマ!
- くりぃむしちゅーのどっきり大作戦
- A
- 時空間☆世代バトル 昭和×平成 SHOWはHey! Say!
- 泣いた笑った! ご対面あの人に会いたい